# Vittorio Lucchetti
Vittorio Lucchetti (Livorno, 21 dicembre 1894 – Genova, 3 febbraio 1965) è stato un ginnasta italiano, vincitore di due medaglie d'oro nella gara di concorso a squadre di ginnastica.
La prima la vinse ai Giochi olimpici di Anversa 1920 (squadra composta, oltre da Lucchetti, da Arnaldo Andreoli, Ettore Bellotto, Pietro Bianchi, Fernando Bonatti, Luigi Cambiaso, Carlo Costigliolo, Luigi Costigliolo, Giuseppe Domenichelli, Roberto Ferrari, Carlo Fregosi, Romualdo Ghiglione, Ambrogio Levati, Francesco Loi, Luigi Maiocco, Ferdinando Mandrini, Lorenzo Mangiante, Antonio Marovelli, Michele Mastromarino, Giuseppe Paris, Manlio Pastorini, Ezio Roselli, Paolo Salvi, Giovanni Tubino, Giorgio Zampori e Angelo Zorzi) e la seconda a quelli di Parigi 1924(con Luigi Cambiaso, Mario Lertora, Luigi Maiocco, Ferdinando Mandrini, Francesco Martino, Giuseppe Paris e Giorgio Zampori).

## Palmarès
| Anno | Manifestazione  | Sede    | Evento             | Risultato |
| ---- | --------------- | ------- | ------------------ | --------- |
| 1920 | Giochi olimpici | Anversa | Concorso a squadre | Oro       |
| 1924 | Giochi olimpici | Parigi  | Concorso a squadre | Oro       |